# Piotr Ilnicki
Piotr Ilnicki (ur. 16 listopada 1980 w Krakowie) – polski kierowca rajdowy i wyścigowy, przedsiębiorca.
Swoją sportową karierę rozpoczął w sezonie 2008 startem w domowej imprezie - 44. edycji Rajdu Krakowskiego.
W tym samym roku zadebiutował także w cyklu Górskich Samochodowych Mistrzostw Polski. Od tamtej pory regularnie startuje zarówno w rajdach samochodowych jak i w wyścigach. Na swoim koncie ma już blisko 80 startów zarówno w Polsce, jak i za granicą, w rywalizacji na poziomie mistrzostw Europy.
Blisko związany z Automobilklubem Krakowskim oraz Auto Moto Klub Limanowa, jako działacz sportowy i organizator.
Swój sportowy dorobek wzbogacił o Wicemistrzostw Europy w wyścigach górskich w Grupie 5. W starcie w siedmiu rundach FIA EHC 2022 czterokrotnie osiągał wynik na podium, na finał sezonu wygrywając rundę rozgrywaną we Francji.
Mistrz Polski w Klasie 5B z sezonu Górskich Samochodowych Mistrzostw Polski 2021 - w drodze po tytuł wygrał w swojej klasie w sumie 7 z 12 rund.
Piotr Ilnicki był jednym z 14 polskich kierowców wyścigowych, który wszedł w skład reprezentacji narodowej podczas czwartej edycji zawodów FIA Hill Climb Masters, która w 2021 roku gościła w okolicach miejscowości Braga (pierwsze 3 kilometry trasy słynnego wyścigu „Rampa da Falperra” – portugalskiej rundy FIA EHC). Łącznie w sportowej rywalizacji wzięło udział 153 kierowców z 19. krajów.

## Przebieg kariery
● FIA EHC - FIA European Hill Climb Championship - Mistrzostwa Europy w Wyścigach Górskich

● FIA IHC - FIA International Hill Climb Cup - Międzynarodowy Puchar w Wyścigach Górskich

● FIA CEZ - Mistrzostwa Europy Strefy Centralnej

● FIA ERT - European Rally Trophy

● GSMP - Górskie Samochodowe Mistrzostwa Polski

● RPP - Rajdowy Puchar Polski

● RSMŚl - Rajdowe Samochodowe Mistrzostwa Śląska

● SMT - Samochodowe Mistrzostwa Tychów

● SMK - Samochodowe Mistrzostwa Krakowa

● TM - Tarmac Masters - Mistrzostwa Dolnego Śląska

### Sezon 2025 - rajdy samochodowe [aktualny]
● samochód: Ford Fiesta Rally4, Peugeot 208 Rally4
| Kraj   | Rajd                                       | Pilot                | Cykl | Data          | Rezultat - generalna | Rezultat - klasa     |
| ------ | ------------------------------------------ | -------------------- | ---- | ------------- | -------------------- | -------------------- |
| Włochy | 33. Rally dei Laghi                        | Kamila Klaczańska    | ---  | 1-2/03/2025   | 38. miejsce          | 7. miejsce / Rally4  |
| Włochy | 5. Rally del Bardolino                     | Kamila Klaczańska    | ---  | 7-8/03/2025   | 29. miejsce          | 8. miejsce / Rally4  |
| Polska | 1. runda Mistrzostw Tychów                 | Sara Górniak         | SMT  | 9/03/2025     | 5. miejsce           | 2. miejsce / PRO     |
| Polska | 4. Rajd Ziemi Sanockiej                    | Aleksandra Piekarska | RMP  | 28-29/03/2025 | 3. miejsce           | 1. miejsce / Open 2  |
| Polska | Sprint Memoriał J. Kuliga i M. Bublewicza  | Sara Górniak         | --   | 6/04/2025     | 5. miejsce           | 3. miejsce / PRO     |
| Polska | 9. Rajd Memoriał J. Kuliga i M. Bublewicza | Aleksandra Piekarska | --   | 11-13/04/2025 | 8. miejsce           | 1. miejsce / Klasa 2 |

źródło:

### Sezon 2024 - rajdy samochodowe
● samochód: Ford Fiesta Rally4, Peugeot 208 Rally4
| Kraj   | Rajd                                       | Pilot                | Cykl | Data          | Rezultat - generalna   | Rezultat - klasa       |
| ------ | ------------------------------------------ | -------------------- | ---- | ------------- | ---------------------- | ---------------------- |
| Włochy | 32. Rally dei Laghi                        | Kamila Klaczańska    | ---  | 2-3/03/2024   | 56. miejsce            | 10. miejsce / Rally4   |
| Włochy | 4. Rally del Bardolino                     | Kamila Klaczańska    | ---  | 8-9/03/2024   | awaria / półoś na OS 4 | awaria / półoś na OS 4 |
| Polska | 2. runda Mistrzostw Tychów                 | Kamila Klaczańska    | SMT  | 24/03/2024    | 2. miejsce             | 1. miejsce / Gość      |
| Polska | 8. Rajd Memoriał J. Kuliga i M. Bublewicza | Kamila Klaczańska    | ---  | 12-14/04/2024 | 11. miejsce            | 1. miejsce / Klasa 2   |
| Polska | 8. Tech-Mol Rally                          | Michał Jurgała       | TM   | 19-20/04/2024 | 16. miejsce            | 4. miejsce / Rally4    |
| Polska | 4. Rajd Nyski                              | Paweł Kaim           | RMP  | 11-12/05/2024 | 4. miejsce             | 1. miejsce / Open 2    |
| Polska | 4. runda Mistrzostw Tychów                 | Paweł Kaim           | SMT  | 26/05/2024    | 10. miejsce            | 5. miejsce / Gość      |
| Polska | Valvoline Rajd Małopolski                  | Aleksandra Piekarska | RMP  | 6-8/06/2024   | 6. miejsce             | 2. miejsce / Open 2    |
| Polska | 1. runda Super Sprint Kraków               | Grzegorz Radwański   | SMK  | 21/07/2024    | 1. miejsce             | 1. miejsce / Gość      |
| Polska | Rajd Rzeszowiak                            | Aleksandra Piekarska | RMP  | 9-10/08/2024  | 5. miejsce             | 2. miejsce / Open 2    |
| Czechy | Barum Czech Rally Zlin                     | Paweł Kaim           | ERC  | 16-18/08/2024 | 58. miejsce            | 14. miejsce / RC4      |
| Polska | 2. runda Super Sprint Kraków               | Grzegorz Radwański   | SMK  | 25/08/2024    | 3. miejsce             | 3. miejsce / Gość      |
| Polska | MIHEL Rally Radków                         | Paweł Kaim           | TM   | 5-6/10/2024   | 17. miejsce            | 4. miejsce / Rally4    |
| Polska | Rajd Śląska                                | Paweł Kaim           | RMP  | 12-13/10/2024 | ---                    | ---                    |
| Polska | Międzynarodowy Rajd Żubrów                 | Paweł Kaim           | --   | 18-20/10/2024 | ---                    | 2. miejsce / Open      |
| Polska | Rally AnkA                                 | Aleksandra Piekarska | RMP  | 26-27/10/2024 | 2. miejsce             | 2. miejsce / Open      |
| Polska | Supersprint Moto Halloween                 | Grzegorz Radwański   | --   | 3/11/2024     | ---                    | ---                    |
| Polska | 4. runda Super Sprint Kraków               | Grzegorz Radwański   | SMK  | 10/11/2024    | 5. miejsce             | 4. miejsce / Gość      |
| Polska | 48. Rajd Cieszyńska Barbórka               | Aleksandra Piekarska | RMP  | 15-16/11/2024 | 10. miejsce            | 2. miejsce / Open 2    |
| Polska | Barbórka Tyska                             | Szymon Sowiński      | SMT  | 1/12/2025     | 7. miejsce             | 3. miejsce / Gość      |
| Polska | 62. Avia Unimot Rajd Barbórka              | Paweł Kaim           | --   | 6-7/12/2025   | 32. miejsce            | 2. miejsce / R3        |
| Polska | 62. Rajd Barbórka - Kryterium Asów         | Paweł Kaim           | --   | 7/12/2025     | 28. miejsce            | 2. miejsce / R3        |

źródło:
źródło:

### Sezon 2024 - wyścigi górskie
● FIA European Hill Climb Championship

● GSMP Górskie Samochodowe Mistrzostwa Polski

● samochód: Peugeot 208 Rally4

| Kraj   | Wyścig                      | Data          | Rezultat - generalna        | Rezultat - klasa                           |
| ------ | --------------------------- | ------------- | --------------------------- | ------------------------------------------ |
| Polska | 27. Grand Prix Sopot-Gdynia | 12-14/07/2024 | 19. miejsce 10. miejsce FWD | 9. miejsce / Grupa 5 5. miejsce / Klasa 5B |
| Polska | 27. Grand Prix Sopot-Gdynia | 12-14/07/2024 | 21. miejsce 10. miejsce FWD | 9. miejsce / Grupa 5 4. miejsce / Klasa 5B |

źródło:

### Sezon 2023 - wyścigi górskie
● FIA European Hill Climb Championship

● GSMP Górskie Samochodowe Mistrzostwa Polski

● samochód: Volkswagen Scirocco Cup, Peugeot 208 R2, Renault Clio Rally4

| Kraj    | Wyścig                          | Data            | Rezultat                              |
| ------- | ------------------------------- | --------------- | ------------------------------------- |
| Francja | St Jean du Gard - Col St Pierre | 15-16/04/2023   | 3. miejsce w Klasie 4                 |
| Francja | St Jean du Gard - Col St Pierre | 15-16/04/2023   | 22. miejsce w klasyfikacji generalnej |
| Francja | St Jean du Gard - Col St Pierre | 15-16/04/2023   | 14. miejsce w Kategorii 1             |
| Polska  | Wyścig Górski Limanowa          | 30/06-2/07/2023 | 4. miejsce w Klasie 4                 |
| Polska  | Wyścig Górski Limanowa          | 30/06-2/07/2023 | 30. miejsce w klasyfikacji generalnej |
| Polska  | Wyścig Górski Limanowa          | 30/06-2/07/2023 | 21. miejsce w Kategorii 1             |

źródło:
| Kraj   | Wyścig                                    | Data             | Rezultat - generalna        | Rezultat - klasa                           |
| ------ | ----------------------------------------- | ---------------- | --------------------------- | ------------------------------------------ |
| Polska | 14. Wyścig Przełącz pod Ostrą \| Limanowa | 30/06-02/07/2023 | 26. miejsce 13. miejsce FWD | 4. miejsce / Grupa 4 1. miejsce / Klasa 4B |
| Polska | 14. Wyścig Przełącz pod Ostrą \| Limanowa | 30/06-02/07/2023 | 26. miejsce 10. miejsce FWD | 5. miejsce / Grupa 4 1. miejsce / Klasa 4B |
| Polska | 26. Grand Prix Sopot-Gdynia               | 14-16/07/2023    | 28. miejsce 10. miejsce FWD | 9. miejsce / Grupa 5 5. miejsce / Klasa 5B |
| Polska | 26. Grand Prix Sopot-Gdynia               | 14-16/07/2023    | 25. miejsce 7. miejsce FWD  | 8. miejsce / Grupa 5 4. miejsce / Klasa 5B |

źródło:

### Sezon 2023 - rajdy samochodowe
● samochód: Peugeot 208 Rally4, Peugeot 208 R2, Renault Mégane IV RS, Ford Fiesta Rally4
| Kraj   | Rajd                                       | Pilot             | Cykl        | Data          | Rezultat - generalna            | Rezultat - klasa                          |
| ------ | ------------------------------------------ | ----------------- | ----------- | ------------- | ------------------------------- | ----------------------------------------- |
| Polska | 7. Rajd Memoriał J. Kuliga i M. Bublewicza | Kamila Klaczańska | ---         | 24-26/04/2023 | 17. miejsce                     | 3. miejsce / Klasa 2                      |
| Polska | 3. Rajd Nyski                              | Paweł Kaim        | RSMŚl       | 6-7/05/2023   | 9. miejsce                      | 6. miejsce / Open 2                       |
| Polska | 4. TEC2000 Rally                           | Paweł Kaim        | TM          | 13-14/05/2023 | 14. miejsce                     | 2. miejsce / PRO 2                        |
| Polska | 5. ECU Master Rally                        | Paweł Kaim        | TM          | 24-25/06/2023 | 22. miejsce / 18. miejsce TM    | 5. miejsce / PRO 2                        |
| Polska | Valvoline Rajd Małopolski                  | Mariusz Süss      | HRSMP       | 6-8/07/2023   | Samochód funkcyjny              | Samochód funkcyjny                        |
| Polska | Super Sprint Wieliczka                     | Mariusz Süss      | ---         | 23/07/2023    | 5. miejsce                      | 5. miejsce / klasa Gość                   |
| Polska | MARMA Rajd Rzeszowski                      | Paweł Kaim        | RSMP        | 10-12/08/2023 | 28. miejsce (21. ERT) (28. CEZ) | 3. miejsce / klasa 4R2                    |
| Polska | 7. Rajd Śląska                             | Paweł Kaim        | RSMP        | 8-10/09/2023  | awaria sprzęgła na OS 12        | awaria sprzęgła na OS 12                  |
| Polska | 5. TurboJulita Rally                       | Paweł Kaim        | TM          | 2-3/09/2023   | 16. miejsce                     | 3. miejsce / PRO2                         |
| Polska | 68. Rajd Wisły                             | Kamila Klaczańska | RMP / RSMŚl | 29-30/09/2023 | 9. miejsce                      | 1. miejsce / klasa R2 4. miejsce / Open 2 |
| Polska | 6. runda Mistrzostw Tychów                 | Kamila Klaczańska | SMT         | 1/10/2023     | 9. miejsce                      | 1. miejsce / Gość                         |
| Polska | 56. Międzynarodowy Rajd Żubrów             | Mariusz Süss      | ---         | 20-21/10/2023 | 4. miejsce / Open               | 4. miejsce / Open                         |
| Polska | 5. Rally Radków                            | Paweł Kaim        | TM          | 21-22/10/2023 | 17. miejsce                     | 4. miejsce / PRO2                         |
| Czechy | 12. Síť 21 Mikuláš Rally Slušovice         | Kamila Klaczańska | ---         | 25/11/2023    | 11. miejsce                     | 3. miejsce / 2WD                          |
| Polska | 61. Rajd Barbórka                          | Kamila Klaczańska | ---         | 1-2/12/2023   | 82. miejsce                     | 12. miejsce / R3                          |
| Polska | Rentor Rallycup Rally Park Kaczyce         | Kamila Klaczańska | ---         | 16/12/2023    | 3. miejsce                      | 2. miejsce / Open                         |

źródło:

### Sezon 2022 - wyścigi górskie
● FIA European Hill Climb Championship

● zdobyty tytuł wicemistrza Europy FIA EHC w Klasie 5

● 12. miejsce w klasyfikacji generalnej FIA EHC 2022
| Kraj       | Wyścig                             | Data          | Rezultat              |
| ---------- | ---------------------------------- | ------------- | --------------------- |
| Francja    | St Jean du Gard - Col St Pierre    | 8-10/04/2022  | 1. miejsce w Klasie 5 |
| Portugalia | Rampa Internacional da Falperra    | 6-8/05/2022   | 2. miejsce w Klasie 5 |
| Hiszpania  | Rampa Subida Internacional al Fito | 13-15/05/2022 | 2. miejsce w Klasie 5 |
| Czechy     | Ecce Homo Sternberk                | 27-29/05/2022 | awaria silnika        |
| Włochy     | Trento Bondone                     | 1-3/07/2022   | 4. miejsce w Klasie 5 |
| Polska     | Wyścig Górski Limanowa             | 29-31/07/2022 | 3. miejsce w Klasie 5 |
| Chorwacja  | Buzetski dani                      | 16-18/09/2022 | 6. miejsce w Klasie 5 |

źródło:
● FIA International Hill Climb Cup

● 4. miejsce w klasyfikacji generalnej FIA IHC 2022
| Kraj     | Wyścig                           | Data          | Rezultat            |
| -------- | -------------------------------- | ------------- | ------------------- |
| Polska   | Wyścig Górski Prządki - Korczyna | 20-22/05/2022 | 3. miejsce w Klasie |
| Słowenia | GHD Gorjanci                     | 8-10/07/2022  | 1. miejsce w Klasie |
| Niemcy   | Osnabrück                        | 5-7/08/2022   | 2. miejsce w Klasie |

źródło:

### Sezon 2022 - rajdy samochodowe
● samochód: Peugeot 208 R2, Renault Megane IV RS
| Kraj   | Rajd                                       | Pilot             | Cykl  | Data          | Rezultat - generalna      | Rezultat - klasa          |
| ------ | ------------------------------------------ | ----------------- | ----- | ------------- | ------------------------- | ------------------------- |
| Polska | 6. Rajd Memoriał J. Kuliga i M. Bublewicza | Kamila Klaczańska | ---   | 2-3/04/2022   | 15. miejsce               | 5. miejsce / Klasa 1      |
| Polska | 2. Valvoline Rajd Małopolski               | Süss Mariusz      | ---   | 22-23/07/2022 | samochód funkcyjny [ #0 ] | samochód funkcyjny [ #0 ] |
| Polska | 55. Międzynarodowy Rajd Żubrów             | Süss Mariusz      | ---   | 14-15/10/2022 | 8. miejsce / Klasa Open   | 8. miejsce / Klasa Open   |
| Polska | 46. Rajd Cieszyńska Barbórka               | Oskar Tichanowicz | RSMŚl | 18-19/11/2022 | 26. miejsce               | 4. miejsce / Klasa R2     |
| Polska | 60. Rajd Barbórka                          | Oskar Tichanowicz | ---   | 2-3/12/2022   | 47. miejsce               | 6. miejsce / Klasa R3     |

źródło:

### Sezon 2021 - wyścigi górskie
● Mistrz Polski GSMP 2021 w Klasie 5B

● samochód: Honda Civic
| Kraj     | Wyścig                                    | Data          | Rezultat - generalna | Rezultat - klasa      |
| -------- | ----------------------------------------- | ------------- | -------------------- | --------------------- |
| Polska   | 47. Bieszczadzki Wyścig Górski \| Załuż   | 21-23/05/2021 | wypadek              | wypadek               |
| Polska   | 47. Bieszczadzki Wyścig Górski \| Załuż   | 21-23/05/2021 | 37. miejsce          | 1. miejsce / Klasa 5B |
| Polska   | 8. Wyścig Magura Małastowska \| Gorlice   | 4-6/06/2021   | 25. miejsce          | 1. miejsce / Klasa 5B |
| Polska   | 8. Wyścig Magura Małastowska \| Gorlice   | 4-6/06/2021   | 25. miejsce          | 1. miejsce / Klasa 5B |
| Polska   | 8. Wyścig Stronie Śląskie \| Czarna Góra  | 25-27/06/2021 | 38. miejsce          | 8. miejsce / Klasa 5B |
| Polska   | 8. Wyścig Stronie Śląskie \| Czarna Góra  | 25-27/06/2021 | 22. miejsce          | 1. miejsce / Klasa 5B |
| Polska   | 12. Wyścig Przełącz pod Ostrą \| Limanowa | 25-27/06/2021 | 38. miejsce          | 8. miejsce / Klasa 5B |
| Polska   | 12. Wyścig Przełącz pod Ostrą \| Limanowa | 25-27/06/2021 | 22. miejsce          | 1. miejsce / Klasa 5B |
| Polska   | 24. Grand Prix Sopot-Gdynia               | 14-15/08/2021 | awaria techniczna    | awaria techniczna     |
| Polska   | 24. Grand Prix Sopot-Gdynia               | 14-15/08/2021 | 29. miejsce          | 1. miejsce / Klasa 5B |
| Słowacja | AUTOPOLA Jankov Vŕšok \| Banovce          | 4-5/09/2021   | 33. miejsce          | 2. miejsce / Klasa 5B |
| Słowacja | AUTOPOLA Jankov Vŕšok \| Banovce          | 4-5/09/2021   | 34. miejsce          | 1. miejsce / Klasa 5B |

źródło:

 Hill Climb Masters Braga 2021  (7-10 października 2021)
● samochód: Honda Civic
| Kraj       | Wyścig                        | Data         | Rezultat - generalna | Rezultat - kategoria      | Rezultat - grupa     |
| ---------- | ----------------------------- | ------------ | -------------------- | ------------------------- | -------------------- |
| Portugalia | 4. Hill Climb Masters - Braga | 7-10/10/2021 | 112. miejsce         | 47. miejsce / Kategoria 1 | 4. miejsce / Grupa 5 |

źródło:

### Sezon 2021 - rajdy samochodowe
● samochód: Citroën C2 R2 Max, Peugeot 208 R2
| Kraj   | Rajd                                       | Pilot             | Cykl | Data          | Rezultat - generalna | Rezultat - klasa       |
| ------ | ------------------------------------------ | ----------------- | ---- | ------------- | -------------------- | ---------------------- |
| Czechy | Traiva Rallycup Kopřivnice I               | Oskar Tichanowicz | ---  | 23/01/2021    | 13. miejsce          | 4. miejsce / Klasa F2  |
| Czechy | Traiva Rallycup Kopřivnice II              | Oskar Tichanowicz | ---  | 6/02/2021     | ---                  | ---                    |
| Włochy | 15. Rally Ronde del Canavese               | Oskar Tichanowicz | ---  | 27-28/02/2021 | wycofanie            | wycofanie              |
| Czechy | Traiva Rallycup Kopřivnice III             | ---               | ---  | 6/03/2021     | 13. miejsce          | 3. miejsce / Klasa F2  |
| Czechy | Traiva Rallycup Kopřivnice IV              | ---               | ---  | 10/04/2021    | 27. miejsce          | 4. miejsce / Klasa F2  |
| Włochy | 47. Rally Team 971                         | Oskar Tichanowicz | ---  | 17-18/04/2021 | 35. miejsce          | 6. miejsce / Klasa R2B |
| Włochy | 57. Rally Valli Ossolane                   | Oskar Tichanowicz | ---  | 24-25/04/2021 | 45. miejsce          | 6. miejsce / Klasa R2B |
| Polska | 5. Rajd Memoriał J. Kuliga i M. Bublewicza | Grzegorz Ślęczka  | ---  | 9/05/2021     | 8. miejsce           | 1. miejsce / Klasa 1   |
| Polska | 2. Tor Modlin Rally Show                   | Oskar Tichanowicz | ---  | 26-27/11/2021 | 21. miejsce          | 4. miejsce / Klasa R3  |
| Polska | 2. Tor Modlin Rally Show - Kryterium       | Oskar Tichanowicz | ---  | 27/11/2021    | 23. miejsce          | 5. miejsce / Klasa R3  |
| Polska | 59. Rajd Barbórka                          | Oskar Tichanowicz | ---  | 3-4/12/2021   | 52. miejsce          | 4. miejsce / Klasa R3  |
| Polska | 59. Rajd Barbórka - Kryterium Karowa       | Oskar Tichanowicz | ---  | 4/12/2021     | 34. miejsce          | 4. miejsce / Klasa R3  |

źródło:

### Sezon 2020 - wyścigi górskie
● samochód: Honda Civic
| Kraj     | Wyścig                                | Data          | Rezultat - generalna | Rezultat - klasa      |
| -------- | ------------------------------------- | ------------- | -------------------- | --------------------- |
| Polska   | 23. Grand Prix Sopot-Gdynia           | 15-16/08/2020 | 34. miejsce          | 5. miejsce / Klasa 5B |
| Polska   | 23. Grand Prix Sopot-Gdynia           | 15-16/08/2020 | 28. miejsce          | 4. miejsce / Klasa 5B |
| Słowacja | Wyścig Górski Pezinok - BABA          | 5-6/09/2020   | 23. miejsce          | 4. miejsce / Klasa 5B |
| Słowacja | Wyścig Górski Pezinok - BABA          | 5-6/09/2020   | awaria techniczna    |                       |
| Polska   | 17. Wyścig Górski Prządki \| Korczyna | 19-20/09/2020 | 40. miejsce          | 1. miejsce / Klasa 4B |
| Polska   | 17. Wyścig Górski Prządki \| Korczyna | 19-20/09/2020 | 25. miejsce          | 1. miejsce / Klasa 4B |

źródło:

### Sezon 2020 - rajdy samochodowe
● samochód: Citroën C2 R2 Max, Peugeot 208 R2, Honda Civic Type-R EK9
| Kraj   | Rajd                                 | Pilot             | Cykl  | Data          | Rezultat - generalna | Rezultat - klasa          |
| ------ | ------------------------------------ | ----------------- | ----- | ------------- | -------------------- | ------------------------- |
| Polska | 2. Rajd Ziemi Głubczyckiej           | Oskar Tichanowicz | RSMŚl | 24-25/07/2020 | 33. miejsce          | 9. miejsce / Klasa Open 2 |
| Polska | 6. Rajd Rzeszowiak                   | Oskar Tichanowicz | RSMŚl | 7-8/08/2020   | 20. miejsce          | 5. miejsce / Klasa Open 2 |
| Polska | Rally Sprint im. Janusza Kuliga      | Grzegorz Ślęczka  | ---   | 25/10/2020    | 9. miejsce           | 3. miejsce / Klasa 2      |
| Polska | Barbórka Tyska                       | ---               | SMT   | 6/12/2020     | 26. miejsce          | 7. miejsce / Klasa Gość   |
| Polska | 1. Tor Modlin Rally Show             | Oskar Tichanowicz | ---   | 11-12/12/2020 | 31. miejsce          | 4. miejsce / Klasa R3     |
| Polska | 1. Tor Modlin Rally Show - Kryterium | Oskar Tichanowicz | ---   | 12/12/2020    | 20. miejsce          | 2. miejsce / Klasa R3     |

źródło:

### Sezon 2011 - rajdy samochodowe
● samochód: Renault Clio R3
| Kraj   | Rajd                                  | Pilot      | Cykl | Data      | Rezultat - generalna | Rezultat - klasa     |
| ------ | ------------------------------------- | ---------- | ---- | --------- | -------------------- | -------------------- |
| Polska | 5. Memoriał J. Kuliga i M. Bublewicza | Paweł Kaim | ---  | 6/03/2011 | 16. miejsce          | 1. miejsce / Klasa 2 |

źródło:

### Sezon 2010 - wyścigi górskie
● Mistrz Polski GSMP 2010 w Klasie N-2000

● samochód: Renault Clio, Honda Civic Type-R (Sienna)
| Kraj   | Wyścig                                  | Data          | Rezultat - generalna | Rezultat - klasa          |
| ------ | --------------------------------------- | ------------- | -------------------- | ------------------------- |
| Polska | 7. Wyścig Górski Prządki \| Korczyna    | 1-2/05/2010   | 21. miejsce          | 1. miejsce / Klasa N-2000 |
| Polska | 7. Wyścig Górski Prządki \| Korczyna    | 1-2/05/2010   | 20. miejsce          | 1. miejsce / Klasa N-2000 |
| Polska | Wyścig Górski Cisna                     | 22-23/05/2010 | 20. miejsce          | 1. miejsce / Klasa N-2000 |
| Polska | Wyścig Górski Cisna                     | 22-23/05/2010 | 18. miejsce          | 1. miejsce / Klasa N-2000 |
| Polska | Grand Prix Sopot-Gdynia                 | 3-4/07/2010   | 40. miejsce          | 1. miejsce / Klasa N-2000 |
| Polska | Grand Prix Sopot-Gdynia                 | 3-4/07/2010   | wypadek              |                           |
| Polska | Wyścig Przełącz pod Ostrą \| Limanowa   | 10-11/07/2010 | 25. miejsce          | 4. miejsce / Klasa A-2000 |
| Polska | Wyścig Przełącz pod Ostrą \| Limanowa   | 10-11/07/2010 | 27. miejsce          | 5. miejsce / Klasa A-2000 |
| Polska | Wyścig Górski Sienna                    | 21-22/08/2010 | 32. miejsce          | 2. miejsce / Klasa N-2000 |
| Polska | Wyścig Górski Sienna                    | 21-22/08/2010 | 31. miejsce          | 1. miejsce / N-2000       |
| Polska | 36. Bieszczadzki Wyścig Górski \| Załuż | 25-26/09/2010 | 34. miejsce          | 2. miejsce / Klasa N-2000 |
| Polska | 36. Bieszczadzki Wyścig Górski \| Załuż | 25-26/09/2010 | 33. miejsce          | 1. miejsce / Klasa N-2000 |

źródło:

### Sezon 2010 - rajdy samochodowe
● samochód: Renault Clio R3, Honda Civic Type-R EP3, Renault Clio Sport
| Kraj   | Rajd                                  | Pilot          | Cykl | Data          | Rezultat - generalna | Rezultat - klasa      |
| ------ | ------------------------------------- | -------------- | ---- | ------------- | -------------------- | --------------------- |
| Polska | 4. Memoriał J. Kuliga i M. Bublewicza | Paweł Kaim     | ---  | 28/02/2010    | 20. miejsce          | 4. miejsce / Klasa 2  |
| Polska | 8. Rajd Mazowiecki                    | Paweł Kaim     | RPP  | 19-20/03/2010 | 16. miejsce          | 9. miejsce / Klasa A7 |
| Polska | 4. Rajd Świdnicki                     | Paweł Kaim     | RPP  | 24-25/04/2010 | wypadek              | wypadek               |
| Polska | 45. Rajd Krakowski                    | Paweł Kaim     | RPP  | 15-17/07/2010 | 15. miejsce          | 6. miejsce / Klasa A7 |
| Polska | 36. Rajd Cieszyńska Barbórka          | Paweł Kaim     | RPP  | 19-20/11/2010 | 14. miejsce          | 1. miejsce / Klasa R  |
| Polska | 48. Rajd Barbórka                     | Alina Waleczek | ---  | 4/10/2010     | 73. miejsce          | 16. miejsce / Klasa 2 |

źródło:

### Sezon 2009 - wyścigi górskie
● samochód: Honda Civic
| Kraj   | Wyścig                                  | Data          | Rezultat - generalna | Rezultat - klasa           |
| ------ | --------------------------------------- | ------------- | -------------------- | -------------------------- |
| Polska | 35. Bieszczadzki Wyścig Górski \| Załuż | 19-20/09/2009 | 24. miejsce          | 3. miejsce / Klasa OP-2000 |
| Polska | 35. Bieszczadzki Wyścig Górski \| Załuż | 19-20/09/2009 | 23. miejsce          | 2. miejsce / Klasa OP-2000 |
| Polska | Wyścig Przełącz pod Ostrą \| Limanowa   | 16-18/10/2009 | 10. miejsce          | 1. miejsce / Klasa A-2000  |
| Polska | Wyścig Przełącz pod Ostrą \| Limanowa   | 16-18/10/2009 | 13. miejsce          | 2. miejsce / Klasa A-2000  |

źródło:

### Sezon 2009 - rajdy samochodowe
● samochód: Renault Clio 16V, Honda Civic Type-R EP3
| Kraj   | Rajd                                  | Pilot            | Cykl       | Data          | Rezultat - generalna | Rezultat - klasa      |
| ------ | ------------------------------------- | ---------------- | ---------- | ------------- | -------------------- | --------------------- |
| Polska | 3. Memoriał J. Kuliga i M. Bublewicza | Michał Czernecki | ---        | 22/02/2009    | 18. miejsce          | 4. miejsce / Klasa 2  |
| Polska | 35. Rajd Warszawski                   | Paweł Kaim       | Puchar PZM | 27-28/03/2009 | 34. miejsce          | 7. miejsce / Klasa A7 |
| Polska | 18. Rajd Rzeszowski                   | Paweł Kaim       | Puchar PZM | 7-8/08/2009   | 20. miejsce          | 7. miejsce / Klasa A7 |
| Polska | 2. Rajd Zamkowy                       | Paweł Kaim       | Puchar PZM | 23-24/10/2009 | wycofanie            | wycofanie             |
| Polska | 47. Rajd Barbórka                     | Michał Czernecki | ---        | 5/12/2009     | 68. miejsce          | 17. miejsce / Klasa 2 |

źródło:

### Sezon 2008 - wyścigi górskie
● samochód: Renault Clio Williams
| Kraj   | Wyścig              | Data          | Rezultat - generalna | Rezultat - klasa  |
| ------ | ------------------- | ------------- | -------------------- | ----------------- |
| Polska | Wyścig Górski Cisna | 22-23/05/2008 | awaria techniczna    | awaria techniczna |

źródło:

### Sezon 2008 - rajdy samochodowe
● samochód: Renault Clio 16V
| Kraj   | Rajd                         | Pilot             | Cykl       | Data          | Rezultat - generalna | Rezultat - klasa       |
| ------ | ---------------------------- | ----------------- | ---------- | ------------- | -------------------- | ---------------------- |
| Polska | 44. Platinum Rajd Krakowski  | Piotr Jabłonowski | Puchar PZM | 10-12/04/2008 | 26. miejsce          | 12. miejsce / Klasa A7 |
| Polska | 4. Subaru Poland Rally       | Alina Waleczek    | Puchar PZM | 4-5/07/2008   | 39. miejsce          | 13. miejsce / Klasa A7 |
| Polska | 17. Platinum Rajd Rzeszowski | Alina Waleczek    | Puchar PZM | 7-9/08/2008   | 26. miejsce          | 14. miejsce / Klasa A7 |
| Polska | 55. Rajd Wisły               | Alina Waleczek    | Puchar PZM | 5-6/09/2008   | wycofanie            | wycofanie              |
| Polska | 46. Rajd Barbórka            | Michał Czernecki  | ---        | 13/12/2008    | 65. miejsce          | 23. miejsce / Klasa 2  |

źródło:

## Piloci
- Mariusz Süss
- Kamila Klaczańska
- Grzegorz Ślęczka
- Oskar Tichanowicz
- Kaim Paweł
- Michał Czernecki
- Alina Biernot
- Piotr Jabłonowski
- Aleksandra Piekarska
- Szymon Sowiński
- Grzegorz Radwański

## Samochody
- Honda Civic Performance
- Peugeot 208 R2
- Peugeot 208 Rally4
- Renault Clio 16V
- Citroën C2 R2 Max
- Honda Civic Type-R EK9
- Renault Clio R3
- Honda Civic Type-R EP3
- Renault Clio Sport
- Renault Clio Rally4
- Ford Fiesta Rally4

## Zespoły
- 2Brally
- Jusiak Performance
- Chmielewski Motorsport
- Kostka Serwis Motorsport

## Źródło
- FIA EHC - strona oficjalna (dostęp: 10.12.2022)
- PZM | wyniki - strona oficjalna (dostęp: 15.12.2022)
- eWRC-results.com | Piotr Ilnicki (dostęp: 18.12.2022)
- wyniki-online.pl (dostęp: 18.12.2022)